# Systaria gedensis
Espèce
Systaria gedensis est une espèce d'araignées aranéomorphes de la famille des Miturgidae.

## Distribution
Cette espèce est endémique de Java en Indonésie.

## Description
Le mâle holotype mesure 12 mm

## Étymologie
Son nom d'espèce, composé de ged[e] et du suffixe latin -ensis, « qui vit dans, qui habite », lui a été donné en référence au lieu de sa découverte, le mont Gede.

## Publication originale
- Simon, 1897 : Histoire naturelle des araignées. Paris, vol. 2, p. 1-192 (texte intégral).